# Syndromale Mikrophthalmie
Syndromale Mikrophthalmie ist eine Sonderform einer im Rahmen von Syndromen auftretenden Mikrophthalmie, meist mit anderen Fehlbildungen kombiniert.

## Verbreitung
Die syndromale Mikrophthalmie macht 30 % aller Mikrophthalmien aus.

## Einteilung
- Syndromale Mikrophthalmie Typ 1 (MCOPS1), Synonym: Lenz-Syndrom
- Syndromale Mikrophthalmie Typ 2 (MCOPS2), Synonym: Okulo-fazio-kardio-dentales Syndrom
- Syndromale Mikrophthalmie Typ 3 (MCOPS3), Mutationen im SOX2-Gen im Chromosom 3 Genort q26.33[3][4]
- Syndromale Mikrophthalmie Typ 4 (MCOPS4), X-Chromosomal-verknüpft[5]
- Syndromale Mikrophthalmie Typ 5 (MCOPS5),  Synonym: Syndromale Mikrophthalmie durch OTX2-Genmutation, Mutationen im OTX2-Gen im Chromosom 14 q22.3[6][7]
- Syndromale Mikrophthalmie Typ 6 (MCOPS6), Synonym: Bakrania-Ragge-Syndrom
- Syndromale Mikrophthalmie Typ 7 (MCOPS7), Synonym: MIDAS-Syndrom
- Syndromale Mikrophthalmie Typ 8 (MCOPS8), Synonyme: MMEP-Syndrom; Viljoen-Smart-Syndrom;  Microcephaly - Mikrophthalmie - Ektrodaktylie der unteren Extremitäten – Prognathie; autosomal-rezessiv[8][9]
- Syndromale Mikrophthalmie Typ 9 (MCOPS9), Synonyme: Matthew-Wood-Syndrom; Anophthalmie - pulmonale Hypoplasie; MCOPS12; ANOPHTHALMIA, CLINICAL, WITH MILD FACIAL DYSMORPHISM AND VARIABLE MALFORMATIONS OF THE LUNG, HEART, AND DIAPHRAGM; ANOPHTHALMIA/MICROPHTHALMIA AND PULMONARY HYPOPLASIA; SPEAR SYNDROME; PULMONARY AGENESIS, MICROPHTHALMIA, AND DIAPHRAGMATIC DEFECT; PMD, autosomal-rezessiv,  Mutationen am STRA6-Gen im Chromosom 15 q24.1[10][11]
- Syndromale Mikrophthalmie Typ 10 (MCOPS10), Synonym: MOBA-Syndrom
- Syndromale Mikrophthalmie Typ 11 (MCOPS11), autosomal-rezessiv, Mutationen im VAX1-Gen im Chromosom 19 q25.3[12]
- Syndromale Mikrophthalmie Typ 12 (MCOPS12), Synonym: MICROPHTHALMIA WITH OR WITHOUT PULMONARY HYPOPLASIA, DIAPHRAGMATIC HERNIA, AND/OR CARDIAC DEFECTS, autosomal-dominant, Mutationen am RARB-Gen im Chromosom 3 p24.2[13]
- Syndromale Mikrophthalmie Typ 13 (MCOPS13), Synonyme: Mikrophthalmie-Mikrozephalie-Syndrom x-gebunden; MAINE MICROPHTHALMOS; COLOBOMATOUS MICROPHTHALMIA WITH MICROCEPHALY, SHORT STATURE, AND PSYCHOMOTOR RETARDATION, X-chromosomal-verknüpft, Mutationen im HMGB3-Gen an Xq28[14][15][16]
- Syndromale Mikrophthalmie Typ 14 (MCOPS14), Synonym: MICROPHTHALMIA AND COLOBOMA, WITH OR WITHOUT RHIZOMELIC SKELETAL DYSPLASIA,  autosomal-dominant oder rezessiv, Mutationen im MAB21L2-Gen im Chromosom 4 q31.3[17]
- Bd-Syndrom, Synonym: Geistige Retardierung - Athetose – Mikrophthalmie, englisch Severe microbrachycephaly-intellectual disability-athetoid cerebral palsy syndrome[18][19]
- Bosma-Syndrom, Synonym: BOSMA Arhinia Microphthalmia Syndrome; Arrhinie-Choanalatresie-Mikrophthalmie[20][21]
- Behrens-Baumann-Vogel-Syndrom, Synonym: Mikrophthalmie - Aplasie der Sehnerven; Okulozerebrale Dysplasie[22]
- Fronto-nasale Dysplasie-schwere Mikrophthalmie-Gesichtsspalten-Syndrom, Synonym: ALX1-abhängige fronto-nasale Dysplasie; FND3, autosomal-rezessiv, Mutationen im ALX1-Gen im Chromosom 12 q21.31[23][24]
- Teebi-al-Saleh-Hassoon-Syndrom, Synonym: Makrosomie – Mikrophthalmie – Gaumenspalte; englisch Macrosomia with Micriphthalmia, lethal
- Thomas-Jewett-Raines-Syndrom, Synonym: Mikrophthalmie - Mikrotie - fetale Akinesie[25]
- Mikrophthalmie - Retinitis pigmentosa - Foveoschisis – Drusenpapille Synonym: Microphthalmia isolated 5, autosomal-rezessiv, Mutationen im MFRP-Gen im Chromosom 11 q23.3[26][27]
- Anophthalmie-Syndaktylie-Syndrom, Synonyme: Anophthalmie - Anomalien der Gliedmaßen; OAS; Opthalmo-akromeles Syndrom; Waardenburg-Anophthalmie-Syndrom, Mutationen im SMOC1-Gen im Chromosom 14 q24.2[28][29]
- Fryns-Syndrom, Synonyme: Fryns-Mikrophthalmie-Syndrom; Anophthalmie plus-Syndrom